# 成竜橋
成竜橋（せいりゅうばし）は、福島県岩瀬郡鏡石町と石川郡玉川村にまたがる道路橋である。

## 概要
- 全長：139.96 m
- 幅員：6.50 m
- 形式：4径間PCプレテンT桁橋
- 竣工：1979年[1]

鏡石町と玉川村の町村境をなす一級水系阿武隈川を渡り、福島県道288号玉川鏡石線を通す。東詰は玉川村竜崎字松ケ作、字舘ケ崎に、西詰は鏡石町東河原に位置する。橋上は上下対向2車線で供用され、歩道は設置されていない。御影石製の親柱と白く塗装された欄干が設置されている。鏡石町道成田玉川線の橋梁として建設され、橋名は西側の「成田」と東側の「竜崎」の頭文字をつなげたものである。
2019年（令和元年）10月12日から13日にかけ、令和元年東日本台風に伴う大雨により、阿武隈川流域にて発生した甚大な水害を受け計画された遊水地群の整備に伴う水没区間の道路付替えのため、県道橋として現橋梁より上流側への架け替えが行われる計画である。それに先立ち、2024年（令和6年）5月21日に当橋梁を含む町道路線が県道玉川鏡石線に路線認定された（それに伴い橋の起終点が従来とは逆になっている）。新しい橋梁は全長253 m、幅員10.5 mの歩道の整備されたものとなる予定である。

## 沿革
- 1979年（昭和54年） - 鏡石町道成田玉川線の橋梁として竣工する。
- 2024年（令和6年）5月21日 - 当橋梁を含む区間が県道玉川鏡石線に指定され、県道橋として供用される。

## 周辺
- 臥竜城跡

## 隣の橋
- 阿武隈川

（上流） - うつくしま大橋 - 玉城橋 - 成竜橋 - 乙字大橋 - 乙字橋 - （下流）